# Lukáš Pauschek
Lukáš Pauschek (Bratislava, 9 december 1992) is een Slowaaks voetballer die doorgaans speelt als centrale verdediger. In juli 2025 verruilde hij Slovan Bratislava voor Zemplín Michalovce. Pauschek maakte in 2012 zijn debuut in het Slowaaks voetbalelftal.

## Clubcarrière
Pauschek begon zijn carrière in de jeugdopleiding van Slovan Bratislava, dé topclub van Slowakije. Namens die club maakte hij dan ook zijn competitiedebuut, toen hij op 25 februari 2011 mocht debuteren op bezoek bij Spartak Trnava. De verdediger mocht van coach Karel Jarolim direct in de basis beginnen. Twee jaar, vijftig wedstrijden en één doelpunt later vertrok Pauschek voor ongeveer een half miljoen euro naar Sparta Praag in Tsjechië. Daar tekende hij een contract voor de duur van vier seizoenen. Voor Sparta kwam hij niet in actie. Hij werd wel verhuurd aan Bohemians Praag, waarvoor hij zesenvijftig competitiewedstrijden speelde. In 2016 verkaste hij naar Mladá Boleslav, waar hij zijn handtekening zette onder een verbintenis voor de duur van drie seizoenen. In januari 2019 vertrok hij, waarna hij in oktober 2019 tekende voor Slovan Bratislava. Na vijf seizoenen voor die club verkaste Pauschek naar Zemplín Michalovce.

## Interlandcarrière
Zijn debuut voor het Slowaaks voetbalelftal maakte Pauschek op 15 augustus 2012, toen er met liefst 1-3 gewonnen werd van Denemarken. Van bondscoaches Michal Hipp en Stanislav Griga mocht de verdediger negentig minuten lang meespelen. In 2016 speelde hij zijn eerste interland in drie jaar.
| Interlands van Lukáš Pauschek voor Slowakije | Interlands van Lukáš Pauschek voor Slowakije | Interlands van Lukáš Pauschek voor Slowakije | Interlands van Lukáš Pauschek voor Slowakije | Interlands van Lukáš Pauschek voor Slowakije | Interlands van Lukáš Pauschek voor Slowakije | Interlands van Lukáš Pauschek voor Slowakije |
| №                                            | Datum                                        | Wedstrijd                                    | Uitslag                                      | Competitie                                   | Goals                                        |                                              |
| Als speler bij Slovan Bratislava             | Als speler bij Slovan Bratislava             | Als speler bij Slovan Bratislava             | Als speler bij Slovan Bratislava             | Als speler bij Slovan Bratislava             | Als speler bij Slovan Bratislava             | Als speler bij Slovan Bratislava             |
| -------------------------------------------- | -------------------------------------------- | -------------------------------------------- | -------------------------------------------- | -------------------------------------------- | -------------------------------------------- | -------------------------------------------- |
| 1                                            | 15 augustus 2012                             | Denemarken – Slowakije                       | 1 – 3                                        | Vriendschappelijk                            |                                              |                                              |
| 2                                            | 6 februari 2013                              | België – Slowakije                           | 2 – 1                                        | Vriendschappelijk                            |                                              |                                              |
| 3                                            | 26 maart 2013                                | Slowakije – Zweden                           | 0 – 0                                        | Vriendschappelijk                            |                                              |                                              |
| 4                                            | 7 juni 2013                                  | Liechtenstein – Slowakije                    | 1 – 1                                        | WK 2014 kwalificatie                         |                                              |                                              |
| Als speler bij Mladá Boleslav                |                                              |                                              |                                              |                                              |                                              |                                              |
| 5                                            | 8 oktober 2016                               | Slovenië – Slowakije                         | 1 – 0                                        | WK 2018 kwalificatie                         |                                              |                                              |
| Als speler bij Slovan Bratislava             |                                              |                                              |                                              |                                              |                                              |                                              |
| 6                                            | 30 maart 2021                                | Slowakije – Slowakije                        | 2 – 1                                        | WK 2022 kwalificatie                         |                                              |                                              |

Bijgewerkt op 9 juli 2025.

## Erelijst
| Competitie        |                   |                                                                        |                   |                   |
| Competitie        | Aantal            | Jaren                                                                  |                   |                   |
| Slovan Bratislava | Slovan Bratislava | Slovan Bratislava                                                      | Slovan Bratislava | Slovan Bratislava |
| ----------------- | ----------------- | ---------------------------------------------------------------------- | ----------------- | ----------------- |
| Fortuna Liga      | 8                 | 2010/11, 2012/13, 2019/20, 2020/21, 2021/22, 2022/23, 2023/24, 2024/25 |                   |                   |
| Slovenský Pohár   | 4                 | 2010/11, 2012/13, 2019/20, 2020/21                                     |                   |                   |
| Bohemians Praag   |                   |                                                                        |                   |                   |
| Pohár FAČR        | 1                 | 2015/16                                                                |                   |                   |